# Dicranella recurvimarginata
Dicranella recurvimarginata là một loài rêu trong họ Dicranaceae. Loài này được S. Okamura mô tả khoa học đầu tiên năm 1915.